# Пісочний дощ
«Пісочний дощ» — кінофільм режисера ОлександрF МоховF, що вийшов на екрани в 2008 році.

## Зміст
гор Зорін працює на телебаченні і знаходиться в зеніті своєї слави. Він збирається одружитися з коханою дівчиною, але її трагічна загибель в автокатастрофі ставить хрест на всіх його планах і мріях. Герой ніяк не може вийти з депресії, але йому відчайдушно намагається допомогти мати нареченої, яка багато чого зрозуміла для себе в цьому житті зі смертю доньки.

## Ролі
| Актор              | Роль |
| ------------------ | ---- |
| Дмитро Ісаєв       | -    |
| Марина Майко       | -    |
| Дарина Калмикова   | -    |
| Маргарита Шубіна   | -    |
| Євген Міллер       | -    |
| Саїд Багов         | -    |
| Руслан Ягудін      | -    |
| Євгенія Сотникова  | -    |
| В'ячеслав Скібюк   | -    |
| Володимир Светашов | -    |

## Знімальна група
- Режисер — Олександр Мохов
- Сценарист — Олександр Мохов, Олексій Подосенов
- Продюсер — Валентин Опалєв, Влад Ряшин
- Композитор — Михайло Гусєв